# Ursina
Ursina ist ein weiblicher Vorname.

## Herkunft und Bedeutung
Ursina ist eine besonders im Schweizer Kanton Graubünden verbreitete weibliche Form zum Namen Urs, der auf lateinisch Bär bedeutet. Er stammt aus dem Rätoromanischen und bedeutet genau genommen „kleine Bärin“.

## Namensträgerinnen
- Ursina Caflisch (* 1951), Schweizer Konzert-Organistin
- Ursina Greuel (* 1971), Schweizer Theaterregisseurin und Leiterin des Sogar Theaters
- Ursina Haller (* 1985), Schweizer Snowboarderin
- Monica Ursina Jäger (* 1974), Schweizer Künstlerin
- Ursina Lardi (* 1970), Schweizer Schauspielerin, die in Deutschland wirkt